# Florian Znaniecki
Florian Witold Znaniecki (1882-1958) là nhà xã hội học xuất chúng gốc Ba Lan của trường phái Chicago, từng giữ chức chủ tịch thứ 44 của Hội xã hội học Hoa Kỳ (1953-1954) và cũng là người đã sáng lập ra ngành nghiên cứu xã hội ở Ba Lan. Công trình nghiên cứu những người nông dân Ba Lan di cư sang châu Âu và Hoa Kỳ, viết cùng William Isaac Thomas trở thành nền tảng cho hướng thực nghiệm và nhân văn trong ngành xã hội học.
Florian Znaniecki sinh ngày 15 tháng 1 năm 1882 ở Świetniki, khi đó còn thuộc Đế quốc Nga. Lớn lên, ông đi học ở Geneva, Zurich, Paris và về Đại học Jagiellonski ở Kraków, Ba Lan lấy bằng tiến sĩ. Năm 1914 ông sang Chicago và quay lại Ba Lan năm 1920, lúc này đã là nước độc lập với thể chế đệ nhị cộng hòa, lập ra viện xã hội học đầu tiên cho Ba Lan ở Đại học Poznań cùng tờ tạp chí chuyên ngành - Polski Przegląd Socjologiczny. Trong thời gian này ông vẫn tiếp tục liên lạc với ngành xã hội học Hoa Kỳ, sang dạy ở Đại học Columbia năm 1931-1933. Khi ông sang Mỹ vào mùa hè năm 1939 thì cũng là năm Phát xít Đức chiếm Ba Lan cho nên GS Znaniecki chuyển về dạy tại Đại học Illinois và qua đời ở đó, không về nước sau đệ nhị thế chiến, lúc này đã là quốc gia cộng sản.
Phân tích mối quan hệ giữa chủ nghĩa duy vật và chủ nghĩa duy tâm, vốn chiến thắng do số lượng và các phương pháp ứng dung hơn là trong logic, Znaniecki cho rằng lối thoát mà cũng là nhân sinh quan phù hợp hơn để nhìn vạn vật chính là chủ nghĩa duy văn hóa - culturalism, dùng đa nguyên luận thay thế phép tư duy đơn nguyên như nhị nguyên luận và nhất nguyên luận. Đây cũng là điểm khởi đầu cho các phê bình phản positivism trong triết học và xã hội học. Hơn vậy, Znaniecki cho rằng khoa học xã hội cũng giống khoa học tự nhiên, dùng các phương pháp quan sát thực nghiệm để nhận biết môi trường xung quanh, coi xã hội cũng là một thực thể - reality - giống như vật chất.
Vào năm 1934, Florian Znaniecki khởi xướng và xây dựng phương pháp quy nạp giải tích (analytic induction) để sử dụng trong nghiên cứu xã hội học, mở hướng cho các nghiên cứu thiên về nội dung chất lượng hơn là tìm mối quan hệ trên số lượng. Theo đó, xã hội được nhìn nhận qua các hoạt động (social phenomena) bị chi phối bởi các hành động của cá nhân tiêu biểu (humanist principle). Phương pháp nghiên cứu của Znaniecki cũng mở đường cho các nhà xã hội học làm việc với nhóm tài liệu mang tính cá nhân như nhật ký, hồi ký, thư từ, và phương pháp phỏng vấn chuyện đời.
Trọng tâm nghiên cứu xã hội của Znaniecki là các hệ thống xã hội, tạo thành thông qua giá trị, mà con người là thành phần cơ bản, còn lại là các giá trị thứ cấp (cũng do con người tạo ra). Về cơ bản có bốn hệ thống đóng. 1) Hoạt động xã hội là hệ thống đơn giản nhất ví dụ như chào hỏi và xin xỏ, đề nghị. Trong mỗi hoạt động có thể phân ra con người, phương tiện, mục tiêu, phương pháp và kết quả. 2) Quan hệ xã hội là hệ thống đòi hỏi phải có ít nhất là hai người và hệ thống các mối quan hệ, có thể là trách nhiệm hoặc quyền lợi. 3) Nhóm xã hội là bất kỳ một tập hợp người nào đó cùng ý thức về sự khác biệt tập thể, và 4) Cá tính xã hội, tạo thành do ảnh hưởng của môi trường xã hội xung quanh. Bản thân cá tính xã hội tiếp tục được Znaniecki phân ra thành bốn loại: 1) Con người vui chơi, có nhiều thời gian rảnh rỗi, coi công việc là niềm vui, coi trọng luật chơi trong xã hội. 2) Con người công việc, chủ yếu xuất hiện ở những người lao động chân tay, coi công việc là nguồn tiền, nguồn sống. 3) Con người có giáo dục, hình thành trong môi trường trí thức, và 4) Con người thái nhân cách, nhưng không nhất thiết là người xấu, có thể là nhân tài hoặc nghệ sĩ.
Các công trình nghiên cứu của Florian Znaniecki cùng những chuyên gia hàng đầu trong trường phái xã hội học Chicago mà George Herbert Mead đã xây dựng hiện đang được tải lên mạng ở Đại học Brock.